# Takata Corporation
Takata Corporation a fost o companie producătoare de componente auto din Japonia.
Compania avea facilități de producție pe patru continente, iar în Europa sediul central a fost stabilit în Germania, unde deține și nouă facilități de producție.
Cifra de afaceri a companiei a fost de aproximativ 4 miliarde dolari în anul 2008.

## Takata Corporation în România
Takata Corporation a fost al treilea producător de componente auto de pe piața din România, activând cu denumirea Takata Petri.
Compania deținea două fabrici la Arad, pentru producția de centuri de siguranță și de volane auto, și o fabrică la Sibiu, pentru producție de airbaguri.
În mai 2009, compania avea 4.000 de angajați în fabricile din Arad și 1.200 de angajați în unitatea de la Sibiu.
Cifra de afaceri în 2008: 269 milioane euro